# Bryan Hines
Bryan Hines (n. 14 mai 1896, Morehead⁠(d), Kentucky, SUA – d. 10 septembrie 1964, Flagstaff, Arizona, SUA) a fost un luptător ce a reprezentat Statele Unite ale Americii, medaliat olimpic. A participat la o ediție a Jocurilor Olimpice (1924) în care a câștigat o medalie de bronz.

## Participări
Lista de mai jos prezintă principalele competiții la care a participat Bryan Hines de-a lungul carierei.
- wrestling at the 1924 Summer Olympics – men's freestyle bantamweight[*]